# Eysus
Eysus è un comune francese di 719 abitanti situato nel dipartimento dei Pirenei Atlantici nella regione della Nuova Aquitania.
Il territorio comunale è attraversato dalla gave d'Aspe, affluente della gave d'Oloron, e dai suoi affluenti Ourtau ed Arrigouli.

## Comuni limitrofi
- Oloron-Sainte-Marie a nord
- Gurmençon a nord-ovest
- Asasp-Arros a ovest
- Lurbe-Saint-Christau a sud-ovest

## Società

### Evoluzione demografica
Abitanti censiti